# Johann Friedrich Mayer (Politiker)
Johann Friedrich Mayer (* 18. Januar 1798 in Lauffen am Neckar; † 22. Januar 1863 in Heilbronn) war ein deutscher Schultheiß, Notar und Politiker. Von 1842 bis 1848 war er Mitglied in der Abgeordnetenkammer der Württembergischen Landstände.

## Leben
Mayer war evangelischer Konfession, Schultheiß und Verwaltungsaktuar in Großgartach. 1842 wurde er bei einer Ersatzwahl im Wahlkreis Heilbronn Amt zum Nachfolger des ausgeschiedenen Ludwig Waaser gewählt. Bei der Wahl 1844 wurde er bestätigt. 1845 wurde er in der Stuttgarter Loge "Zu den Cedern" zum Freimaurer aufgenommen. Nachdem ihm bei der Revolution von 1848/1849 nächtliche Katzenmusiken dargebracht wurden, verkaufte er aus Verärgerung darüber einen ihm persönlich gehörenden Wald am Heuchelberg an die Großgartacher Nachbargemeinde Schluchtern. Zuletzt war er als Amtsnotar in Heilbronn tätig.